# VSK Sports
VSK Sports är sportklubben Västerås SK:s supporterklubb, bildad 1995.

## Historia
Västerås SK var bland de första i Sverige i slutet av 1970-talet, som organiserade en riktig hejarklack. Dock är långt ifrån alla VSK-are medlemmar. Trots det pendlar antalet mellan 200 och 300 personer. Folk är främst medlemmar för att kunna åka på organiserade bortaresor samt delta i den årliga fotbollsturneringen, Sports Cup.
1983 startade VSK Army, som dock snabbt lades ner på grund av för mycket bråk och fylleri. Den 12 juni 1991 bildades VSK Supporters, som snabbt blev populära och som flest hade över 500 medlemmar. 1995 upplöstes supporterklubben då några "oseriösa" tagit över och det året bildades istället en ny supporterklubb, VSK Sports.
Fredagen den 14 januari 1994 gjorde Västerås SK:s supportrar en av de mer spektakulära supporterresorna i Sveriges sporthistoria, då ett 50-tal supporters satte sig i en buss som lämnade Västerås för färd mot Kalix, där Västerås SK:s bandylag spelade i en för dem ganska betydelselös match borta mot Kalix Nyborg BK i omgång 12 av totalt 14 i Allsvenskan norra 1993/1994. Därefter reste man hem igen, då få var villiga att betala hotell, och cirka 200 mil i buss hade avklarats. På tröjorna stod "Jag var där Kalix 14/1-1994" på framsidan, och på baksidan "96 mils färd till samernas värld".
Inför Europacupen i bandy i Archangelsk planerade man också en resa, med båt över Östersjön för att där hämtas med buss. Resan skulle dock ha tagit för lång tid, åtta dagar, och tågresa uteslöts på grund av rånrisk, och resan blev aldrig av.

## Supporterhistoria
- VSK Army 1983–?
- VSK Supporters 1991–1995
- VSK Sports 1995–